# Croix-Rouge canadienne
La Croix-Rouge canadienne (anciennement La Société canadienne de la Croix-Rouge) est une association caritative canadienne, chapitre national du mouvement international de la Croix-Rouge et du Croissant-Rouge. L'organisation reçoit des dons privés et publics.
La Croix-Rouge canadienne fournit des services de prévention et de premiers secours lors de situations d'urgence ou de catastrophes. Elle forme également des volontaires à intervenir dans ces situations, ou à faire de la prévention lors d'activités extérieures.
L'organisme est dirigé depuis 2008 par Conrad Sauvé (d).

## Histoire

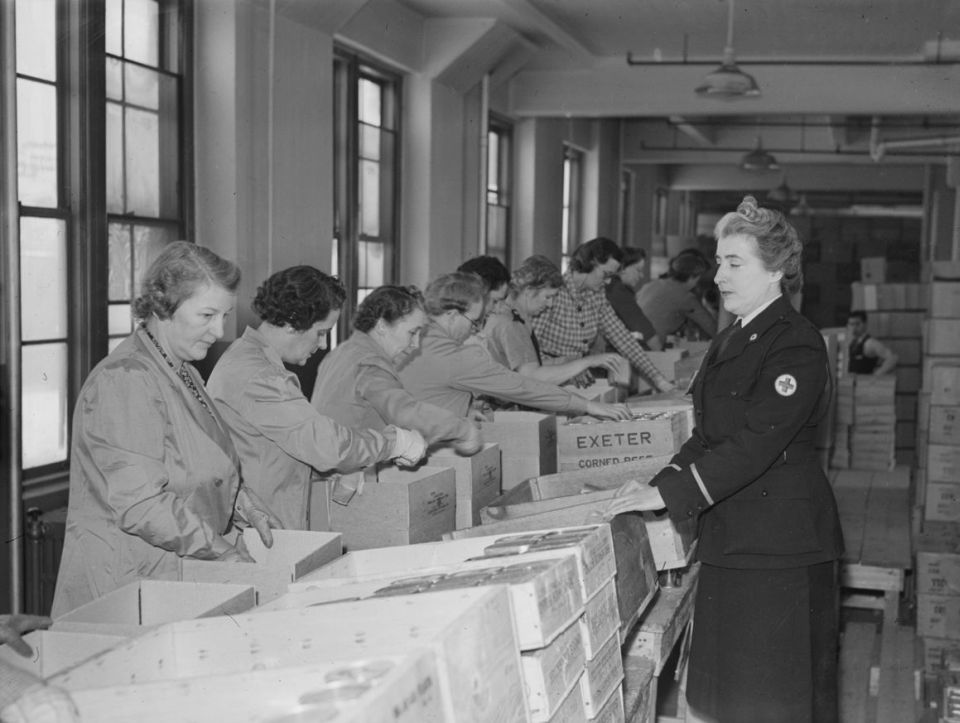
Volontaires de la Croix-Rouge canadienne préparant des colis pour des prisonniers de guerre lors de la Seconde Guerre mondiale.

La Société canadienne de la Croix-Rouge est fondée à l'automne 1896 en tant qu'affiliation de la Croix-Rouge britannique (connue à l'époque sous le nom de National Society for Aid to the Sick and Wounded in War). L'organisation bénéficie de l'aide substantielle de George Ryerson, fondateur de l'Ambulance Saint-Jean Canada (en), pour amasser des fonds. En 1909, le statut de l'organisation au sein de la Croix-Rouge est officialisé par The Canadian Red Cross Society Act.
La première intervention internationale de la Croix-Rouge canadienne se déroule en Afrique lors de la guerre des Boers.
En 1918, à la fin de la Première Guerre mondiale, l'organisme commence à former des infirmières en santé publique,.

### Sang contaminé
Pendant de nombreuses années, la Croix-Rouge canadienne est responsable de la collecte de dons de sang à des fins médicales sur le territoire. En 1998, après le dévoilement de sérieuses lacunes lors de la collecte de dons sanguins et à la suite de la Commission d'enquête sur l'approvisionnement en sang au Canada, l'organisation cesse de fournir ce service.